# Johan Oscar Dille
Johan Oscar Dille, född 12 mars 1814, död 28 mars 1865, var en fagottist vid Kungliga hovkapellet.

## Biografi
Johan Oscar Dille föddes 12 mars 1814. Han gifte sig med Gustafva Wilhelmina Åslund (död 1849). Dille anställdes 1 september 1844 som fagottist vid Kungliga hovkapellet i Stockholm. Han avled 23 juli 1849.